# Dębina (województwo dolnośląskie)
Dębina – wieś w Polsce położona w województwie dolnośląskim, w powiecie oławskim, w gminie Jelcz-Laskowice.

## Podział administracyjny
W latach 1975–1998 miejscowość administracyjnie należała do województwa wrocławskiego.

## Współczesność
Obecnie we wsi Dębina jest nowo odbudowana kapliczka przy przystanku autobusowym oraz kaplica. Zbudowana została również świetlica wiejska wraz z siedzibą Ochotniczej Straży Pożarnej Dębina.

## Pomniki przyrody
Na terenie Dębiny znajdują się pomniki przyrody:
- dwa dęby szypułkowe, w tym Dąb Słowianin, drzewo o obwodzie 751 cm i wysokości 22 m (w 2015)
- trzy głazy narzutowe